# Tangwan, Jiangxi
Tangwan är en köpinghuvudort i Kina. Den ligger i provinsen Jiangxi, i den sydöstra delen av landet, omkring 150 kilometer sydost om provinshuvudstaden Nanchang. Antalet invånare är 32 629. Befolkningen består av 15 106 kvinnor och 17 523 män. Barn under 15 år utgör 21,0 %, vuxna 15-64 år 71 %, och äldre över 65 år 7,0 %.
Runt Tangwan är det ganska tätbefolkat, med 222 invånare per kvadratkilometer. Närmaste större samhälle är Luohe, 15,5 km norr om Tangwan. I omgivningarna runt Tangwan växer i huvudsak blandskog.
Genomsnittlig årsnederbörd är 2 741 millimeter. Den regnigaste månaden är juni, med i genomsnitt 480 mm nederbörd, och den torraste är oktober, med 37 mm nederbörd.